# بیلی کارگیل
بیلی کارگیل (انگلیسی: Baily Cargill؛ زادهٔ ۵ ژوئیهٔ ۱۹۹۵) بازیکن فوتبال اهل بریتانیا است.
از باشگاه‌هایی که در آن بازی کرده‌است می‌توان به باشگاه فوتبال تورکی یونایتد، باشگاه فوتبال توتون، باشگاه فوتبال ای‌اف‌سی بورنموث، باشگاه فوتبال ولینگ یونایتد، و باشگاه فوتبال کاونتری سیتی اشاره کرد.
وی همچنین در تیم ملی فوتبال زیر ۲۰ سال انگلستان بازی کرده‌است.